# Saint-Maur (Gers)
Saint-Maur település Franciaországban, Gers megyében. Lakosainak száma 136 fő (2022. január 1.). Saint-Maur Bars, Bazugues, Berdoues, Laas, Marseillan, Monclar-sur-Losse, Ponsampère és Saint-Martin községekkel határos.

## Népesség
A település népessége az elmúlt években az alábbi módon változott:
| Lakosok száma | 132  | 111  | 103  | 121  | 138  | 149  | 142  | 137  | 136  | 136  |
|               | 1968 | 1982 | 1990 | 2006 | 2013 | 2015 | 2017 | 2019 | 2020 | 2022 |